# NGC 429

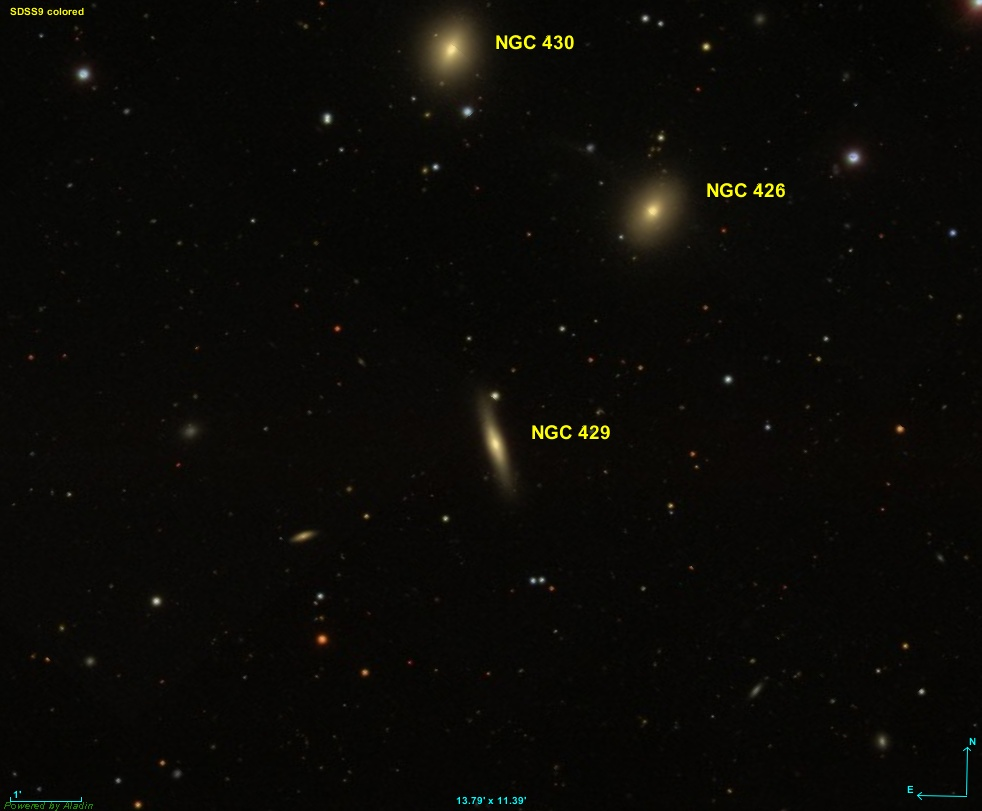
NGC 429 accanto a NGC 426 e NGC 430 (SDSS)

NGC 429 è una galassia lenticolare situata nella costellazione della Balena.
Fu scoperta il 20 dicembre 1786 da William Herschel.